# PAiA
PAiA eller PAiA Electronics Inc. grundades av John Stayton Simonton Junior redan 1967 och har sedan dess sålt thereminer, synthesizers och effektenheter såsom PAiA 9700 Synthesizer Module Series, PAiA Theremax och PAiA FatMan, nästan allt som byggsatser. 
Många av kretslösningarna i produkterna har varit fantasifulla vilket har givit PAiA ett rykte om att vara innovativt samtidigt som de flesta lösningarna har tvingats fram för att sänka kostnaden på byggsatserna. [källa behövs]